# クベーラ

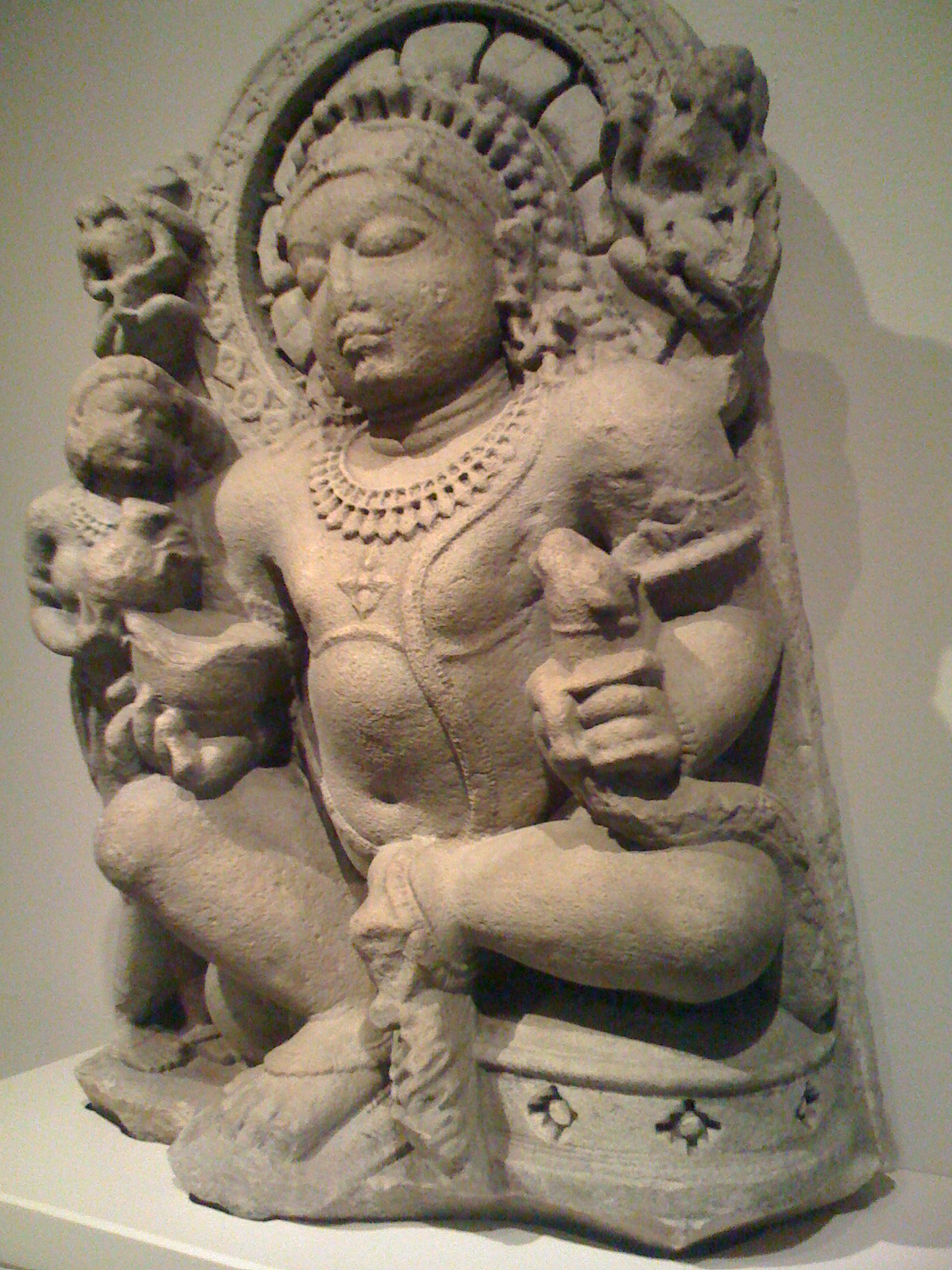
杯を持つクベーラ像 砂岩製 10世紀 北インド（サンアントニオ美術館）

クベーラ（サンスクリット語: कुबेर, Kubēra）は、インド神話の富と財宝の神（デーヴァ）。ヴァイシュラヴァナ（サンスクリット語: वैश्रवण, Vaiśravaṇa）ともいい、これは「ヴィシュラヴァスの子」を意味する。その名の通りヴィシュラヴァスの子で、プラスティヤの孫。ナラクーバラ、マニグリーヴァの父。ヤクシャ族の王とされ、ラークシャサ族の王であるラーヴァナとは異母兄弟に当たる。

## 概要

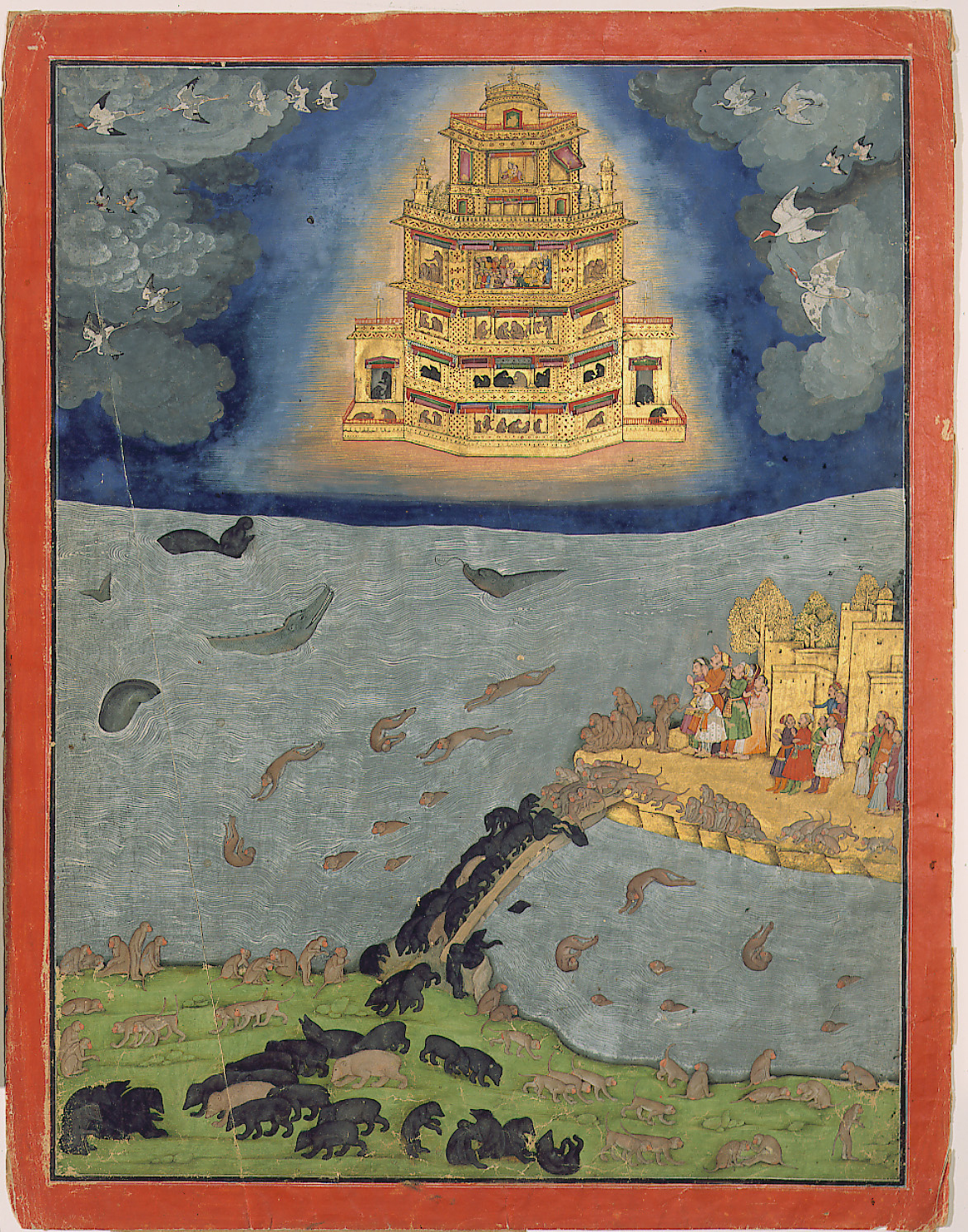
ラーマとシータを乗せてランカー島を去るプシュパカ

クベーラは地下に埋蔵されている財宝の守護神であり、またローカパーラの一人として北方の守護神とされる。
シヴァ神と親しく、カイラス山にある都アラカーに居住して、ヤクシャをはじめガンダルヴァ、ラークシャサなど多数の半神族にかしずかれている。千年の修行がブラフマー神に気に入られ、神となることができ、さらにプシュパカ（サンスクリット語: पुष्पक, puṣpaka）というヴィマーナを授かった。もともとラークシャサの居城があったランカー島を都としたが、後にラーヴァナとの対立によってカイラス山に退き、またプシュパカをも奪われる。
クベーラは以下の著名な9つの財宝（サンスクリット語: निधि, Nidhi）がある。
1. 亀（サンスクリット語: कच्छप, Kacchapa）
2. スイレン（サンスクリット語: कुमुद्, Kumud）
3. ジャスミン（サンスクリット語: कुन्द, Kunda）
4. 麝香薔薇（サンスクリット語: खर्व, Kharva）
5. マカラ（サンスクリット語: मकर, Makara）
6. 藍（サンスクリット語: नील, Nīla）
7. 巻貝（サンスクリット語: शंख , Śaṇkha）
8. 蓮華（サンスクリット語: पद्म, padma）
9. 大蓮華（サンスクリット語: महापद्म, Mahāpadma）

クベーラに言及する最も古いものは『アタルヴァ・ヴェーダ』で、異名のヴァイシュラヴァナも併称されており、ラジャタナービー(rajatanābhi)という名の子孫がいる。その連の内容はクベーラと隠蔽（サンスクリット語: तिरोधा, tirōdhā）の関係を詠んだものである。
『バーガヴァタ・プラーナ』でのナラクーバラとマニグリーヴァは、ヤクシャではなくグーヤカ（サンスクリット語: गुह्यक, guhyaka）であり、このグーヤカは「秘密（サンスクリット語: गुह्य, guhya）にするもの」を意味し、仏典では「密迹」と漢訳されている。そして、父のクベーラ自身はグーヤカディパティー（サンスクリット語: गुह्याकाधिपती, guhyākādhipatī）やニディグーヤカーディパ（サンスクリット語: निधिगुह्यकाधिप, nidhiguhyakādhipa）という尊称で呼ばれており、それぞれ「グーヤカの主」と「財宝とグーヤカの主」を意味する。これらから、クベーラの語源を「覆う、隠す」（サンスクリット語: कुम्ब्, kumb）とする説がある。

## 外見的な特徴
図像学の観点では、クベーラは黄色で表現されて、ヴァーハナが動物ではなく人間（またはヤクシャなどの人間の姿をした存在）という特徴がある。

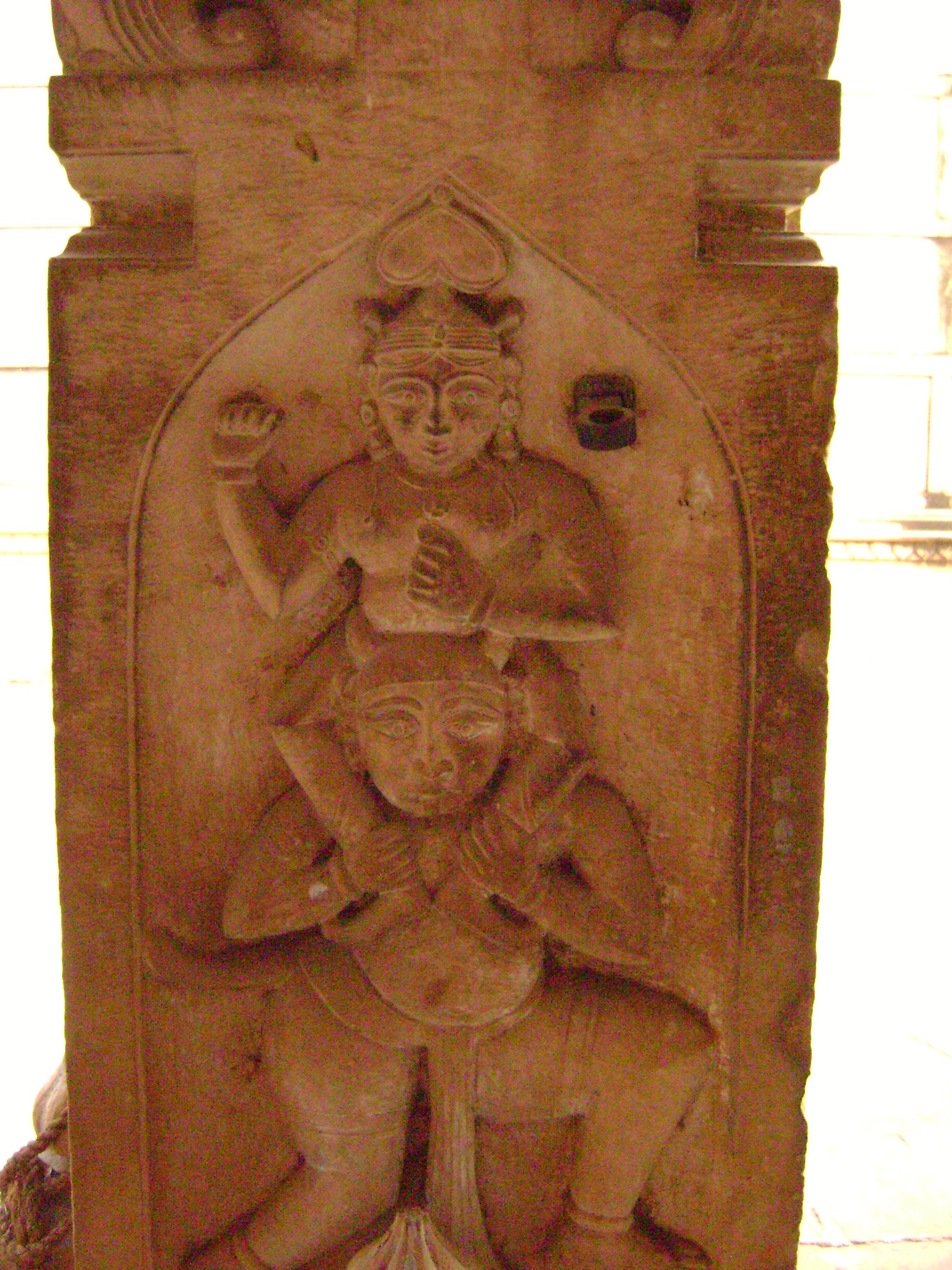
肩車されるクベーラ
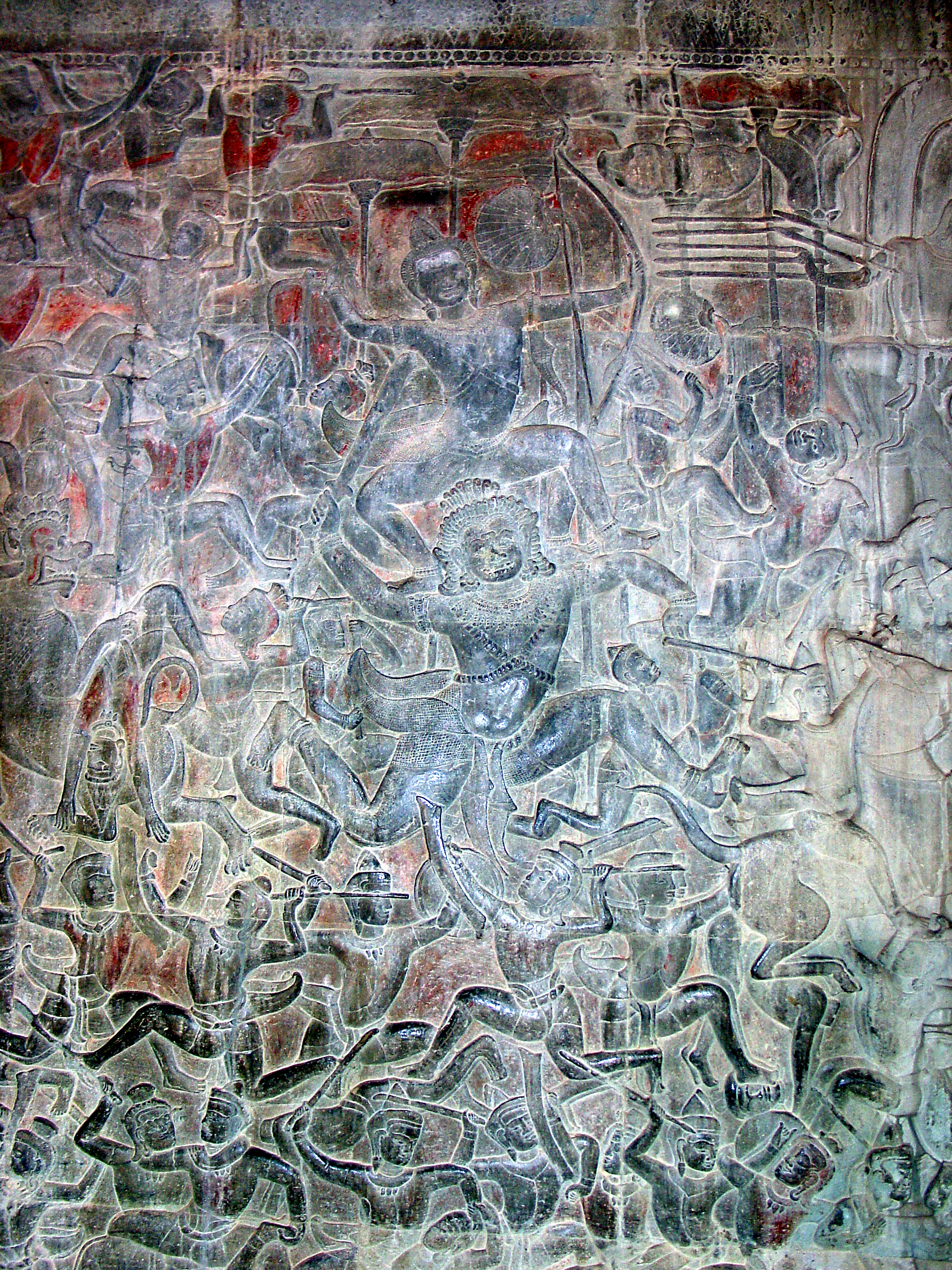
アンコール・ワットの壁画 ヤクシャに乗るクベーラ
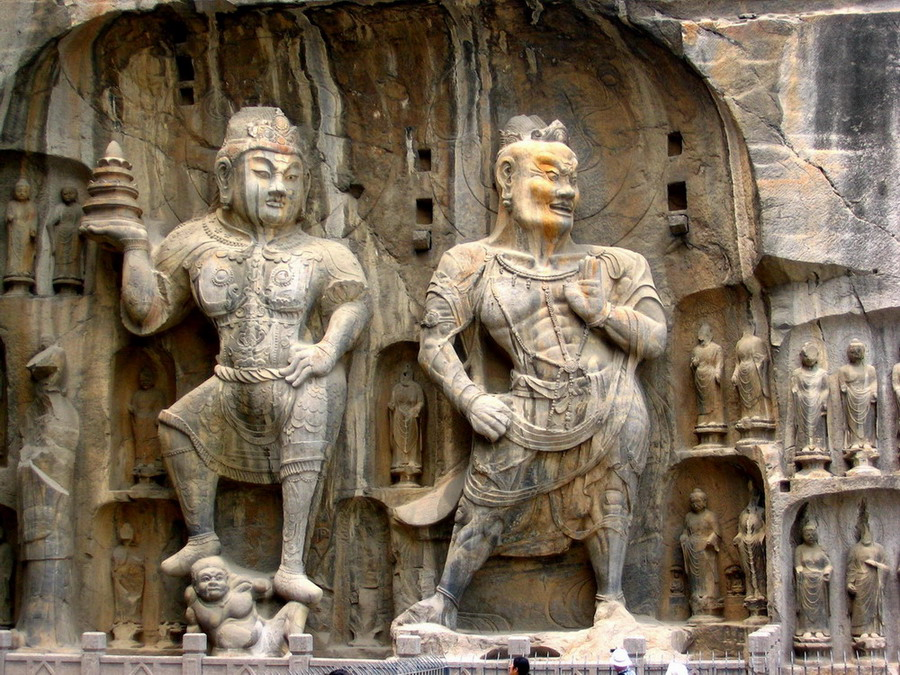
人に乗っている方(左)がヴァイシュラヴァナで、乗っていない方(右)は執金剛神
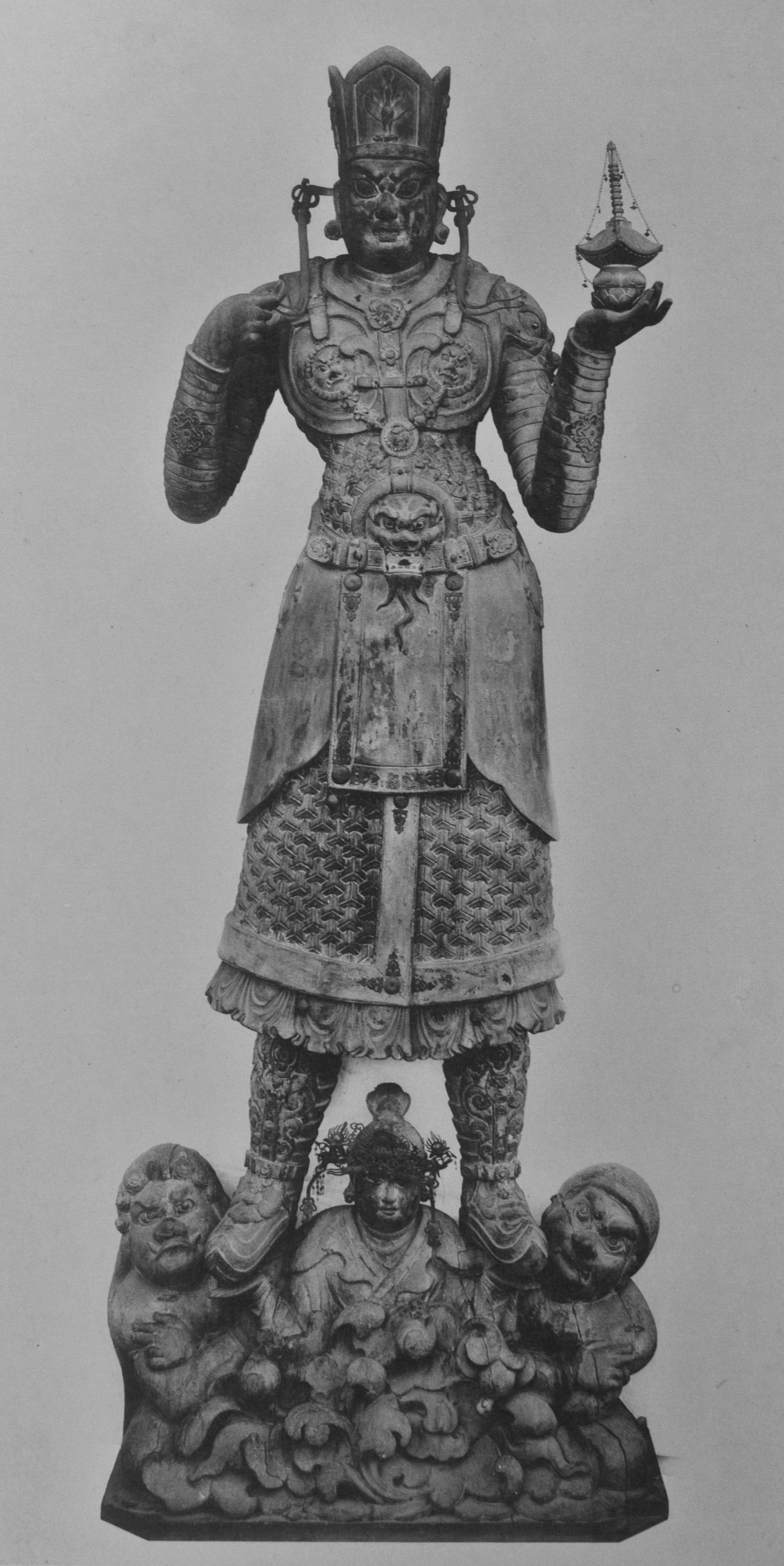
3人に乗る兜跋毘沙門天

一方で、チベット仏教のヴァイシュラヴァナは棍棒や旗を携え、スノーライオンに乗っている。さらに、クベーラは馬の神でもある。

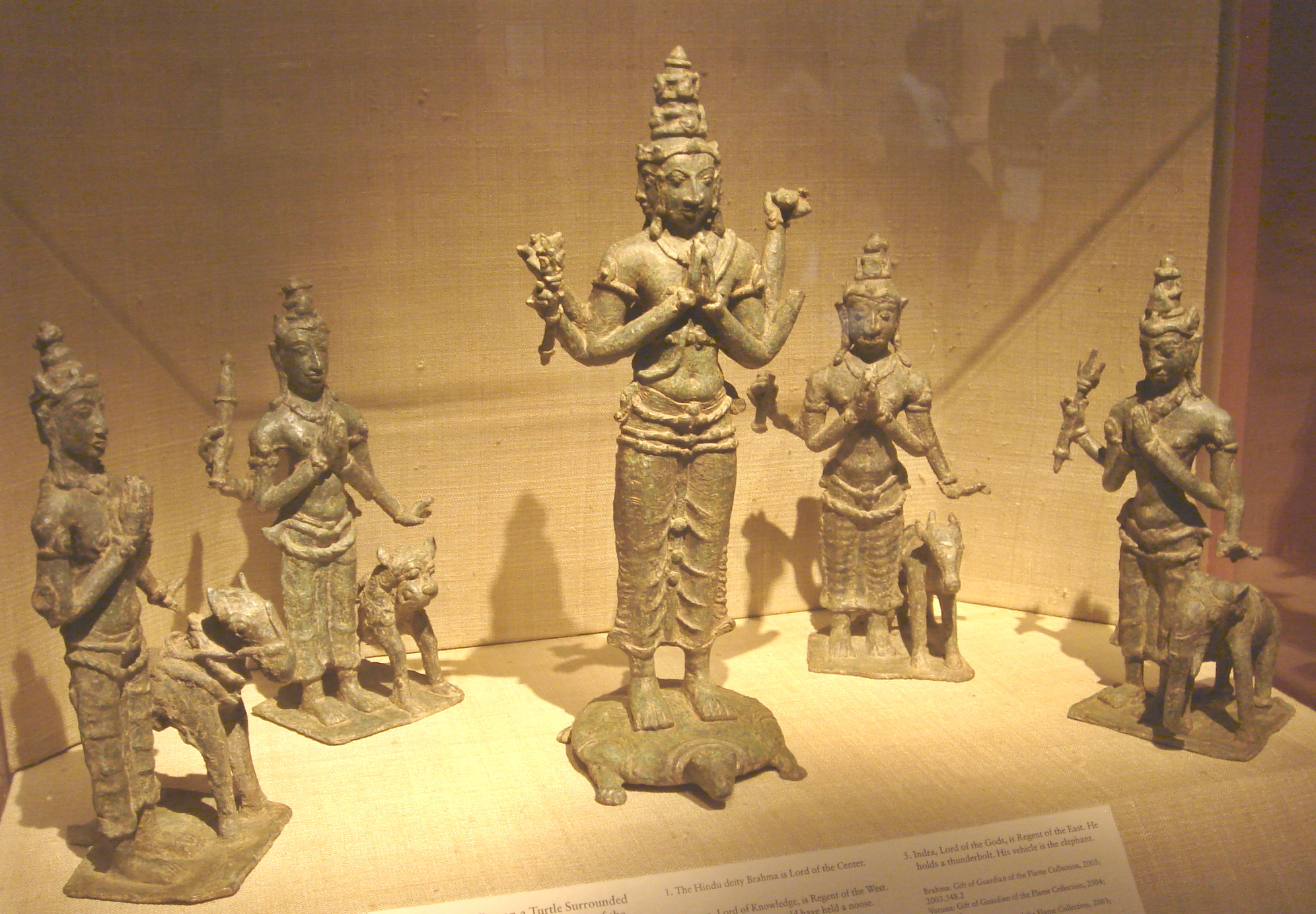
アヌラーダプラ王国のローカパーラは左から馬、獅子、牛、象を従えており、左から2番目の獅子を従えて棍棒を持つのがクベーラ
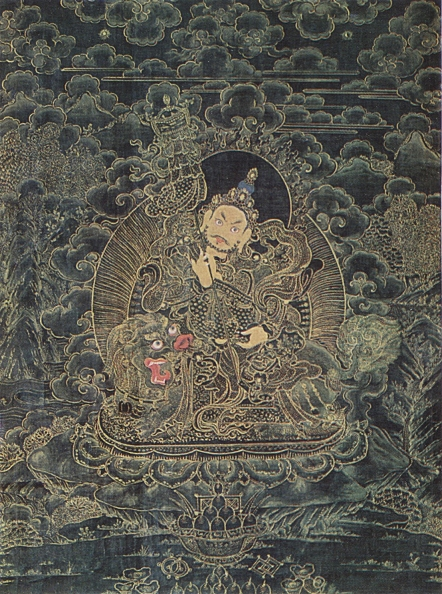
獅子に乗り、棒を持つクベーラ
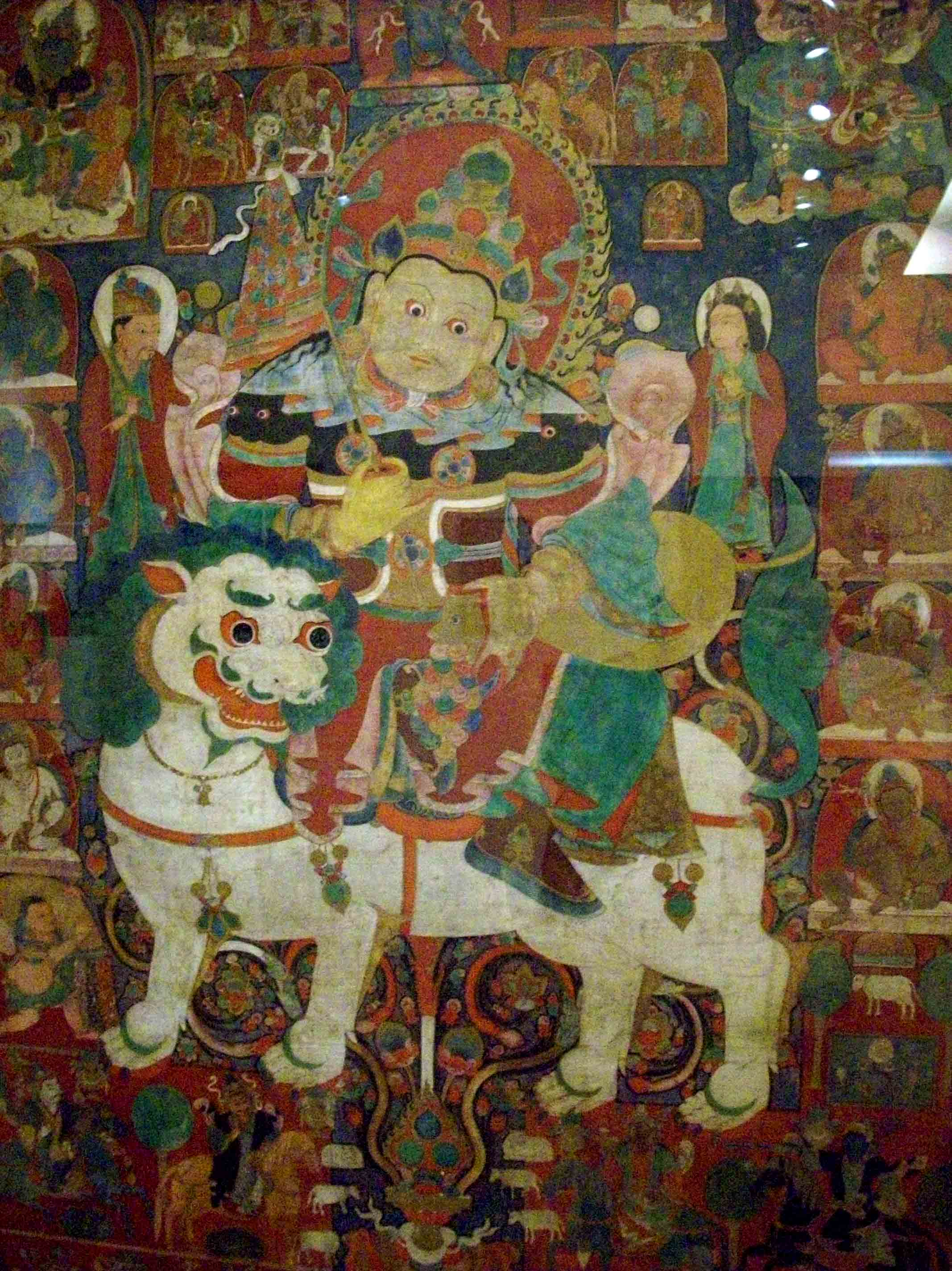
スノーライオンに乗り、旗とマングースを持つヴァイシュラヴァナ
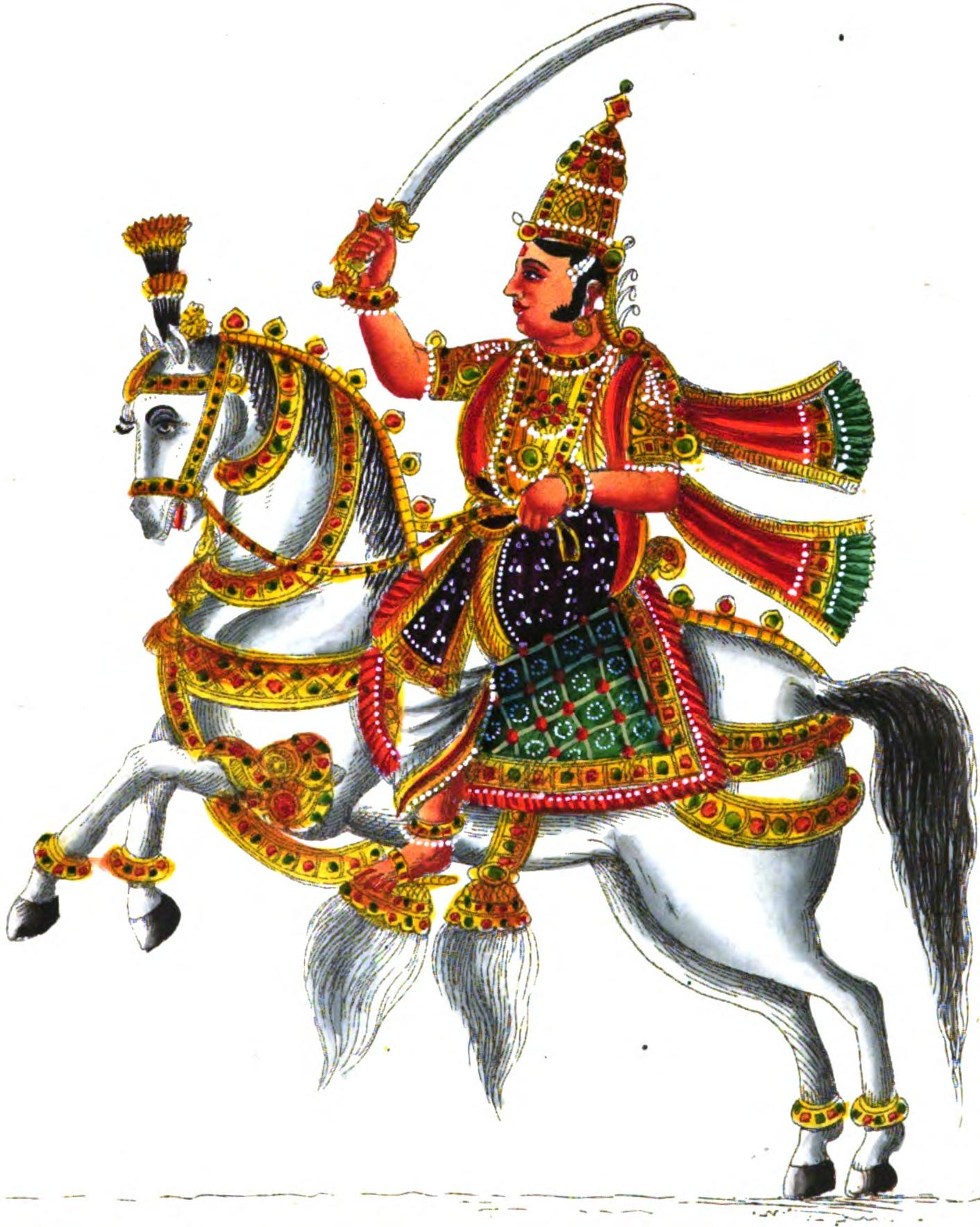
馬に乗るクベーラ
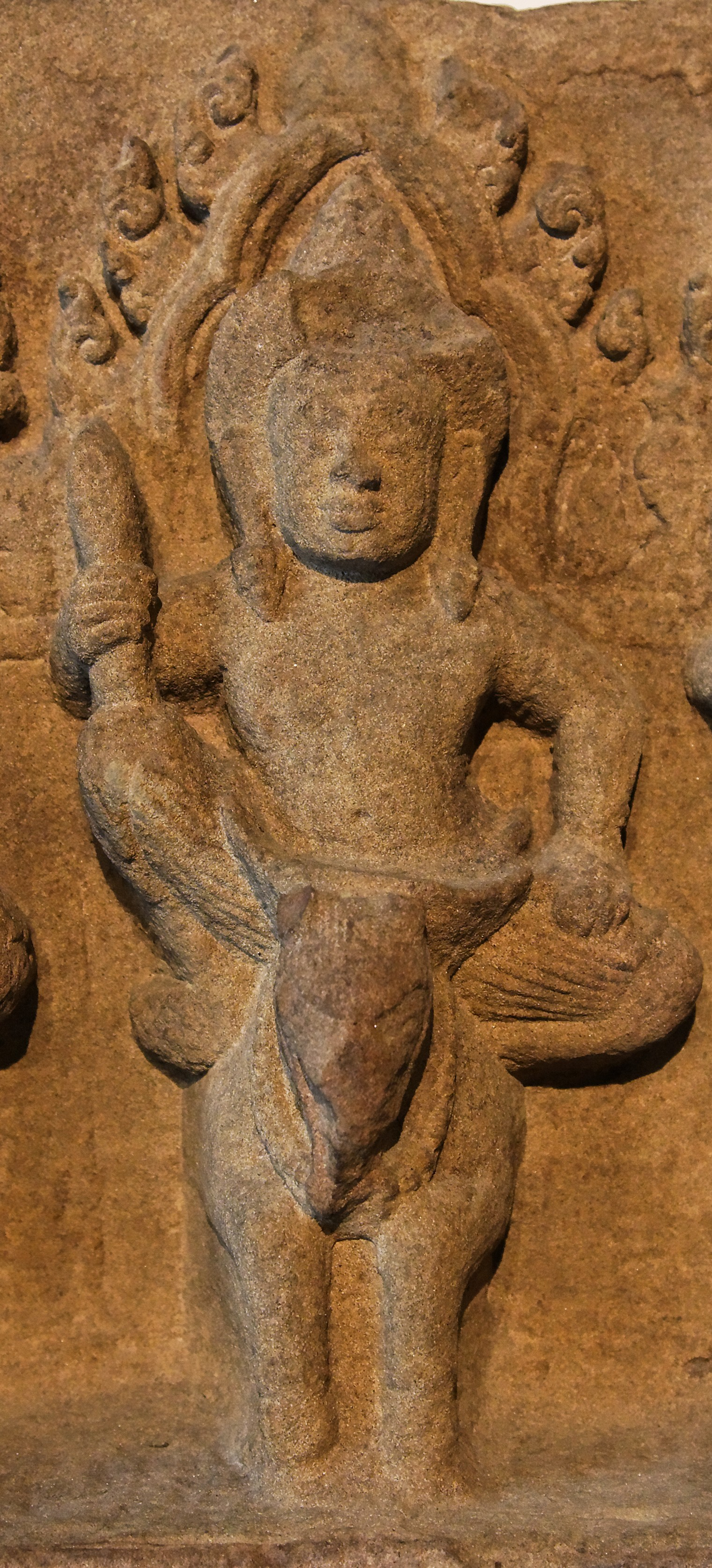
馬に乗るクベーラ

彫刻などでは太鼓腹の目立つ姿で描かれ、アヒチャトラーから出土した坐像（国立博物館 (ニューデリー)蔵）などは有名である。このほか、クベーラは杯を持つ場合と、両手にそれぞれ「巻貝と蓮」、または「レモンとマングース(サンスクリット語: नकुल, nakula)」を持つ場合がある。大洪水で海に沈んだ財宝はナーガのものとなったが、乳海攪拌のときにそれをデーヴァが取り戻し、クベーラはその宝物を監視する役割を負うことになったという逸話がある。この逸話が示す蛇の化身であるナーガとの対立は、クベーラが蛇の天敵であるマングースとともに描かれていることに符合する。

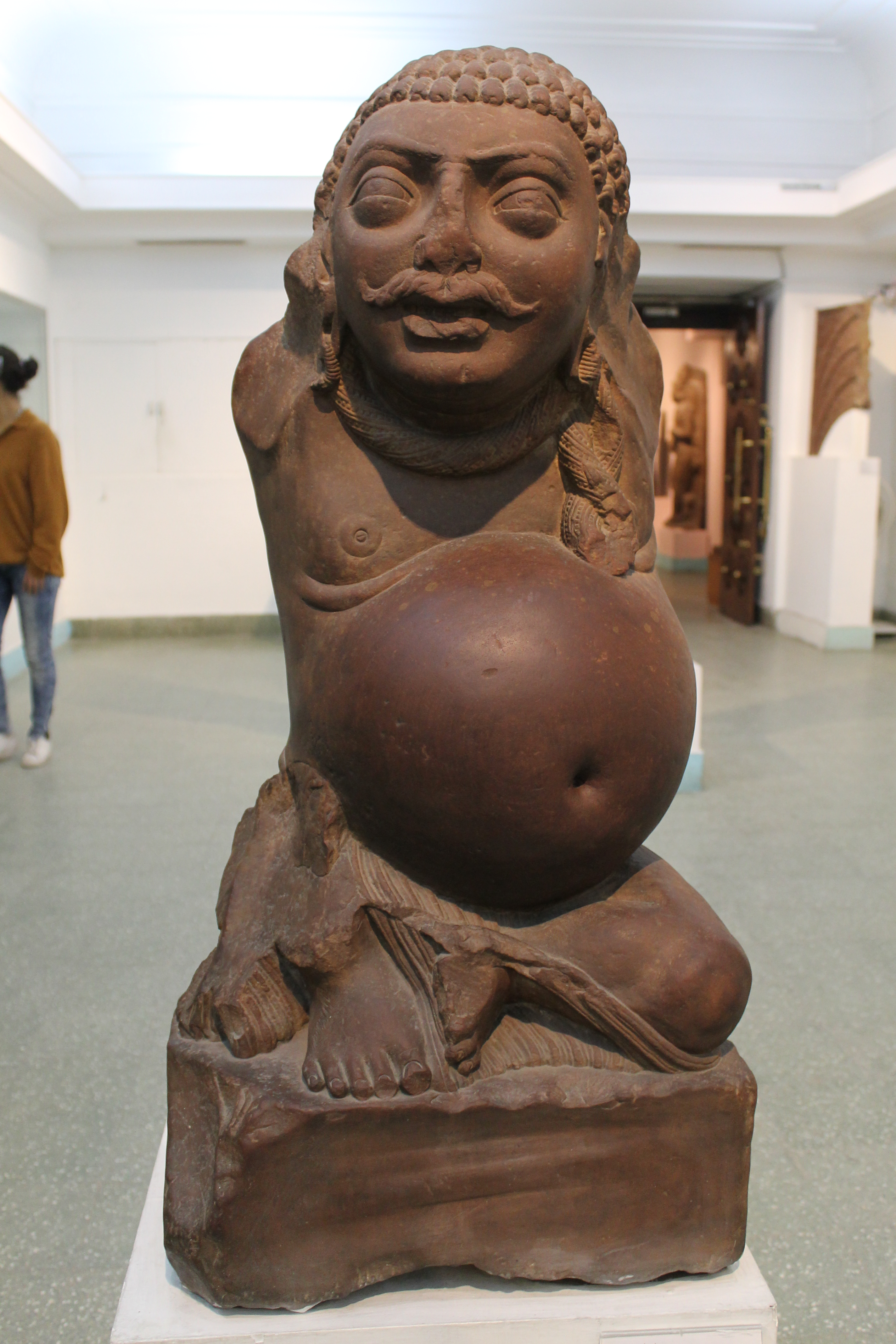
クベーラ坐像 国立博物館 (ニューデリー)蔵
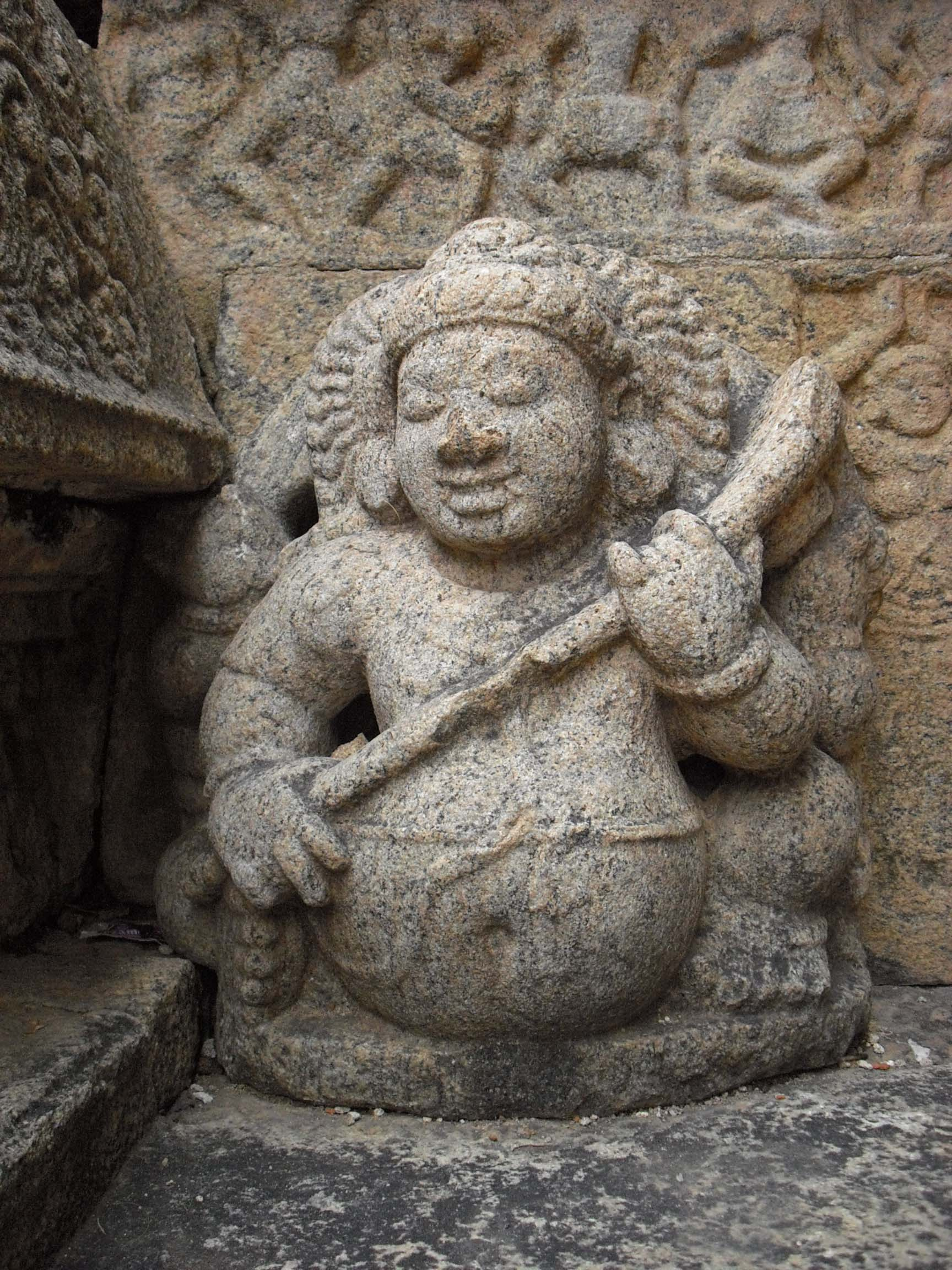
棍棒を持つ太鼓腹のクベーラ
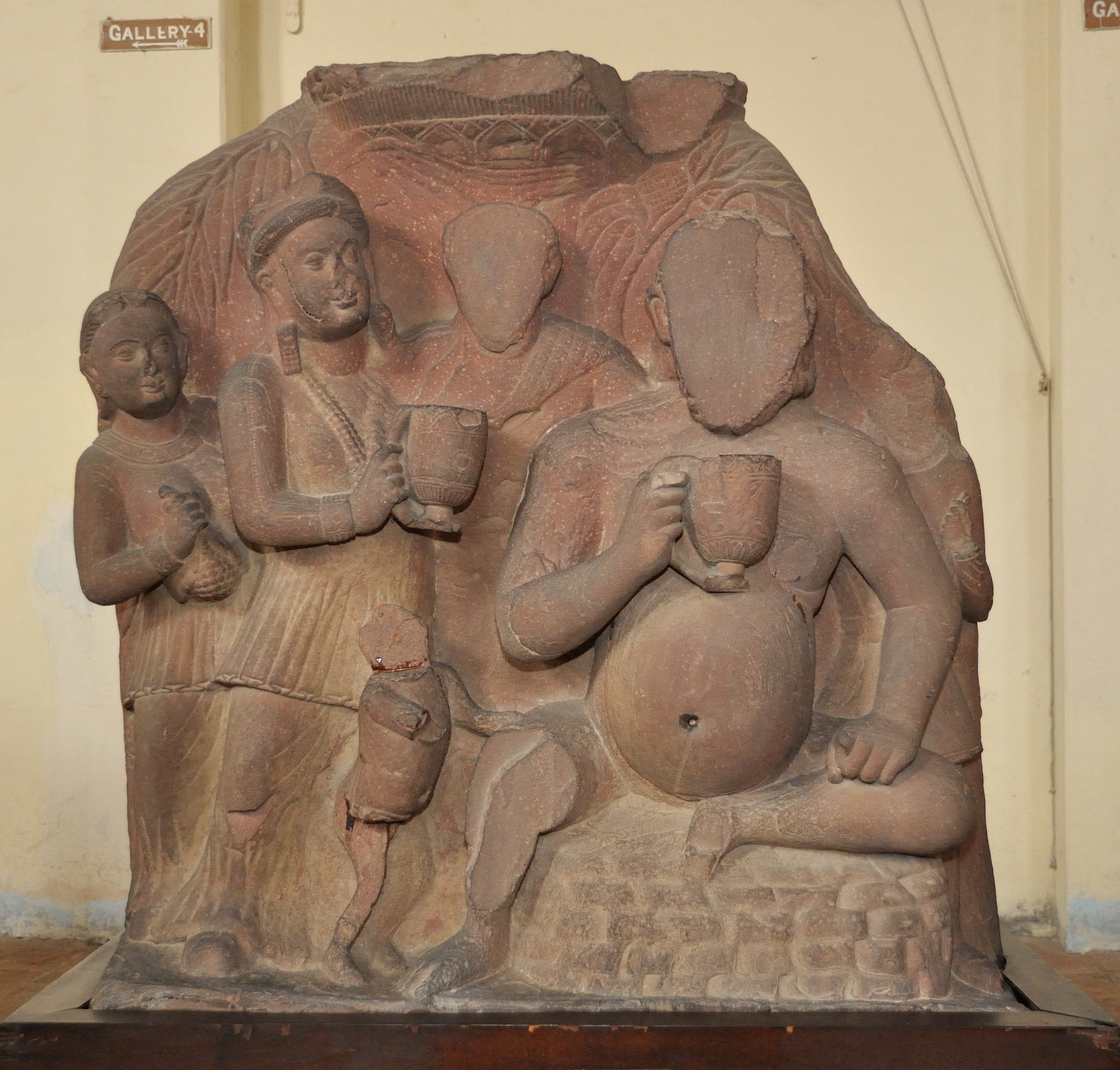
杯を持つ太鼓腹のクベーラ
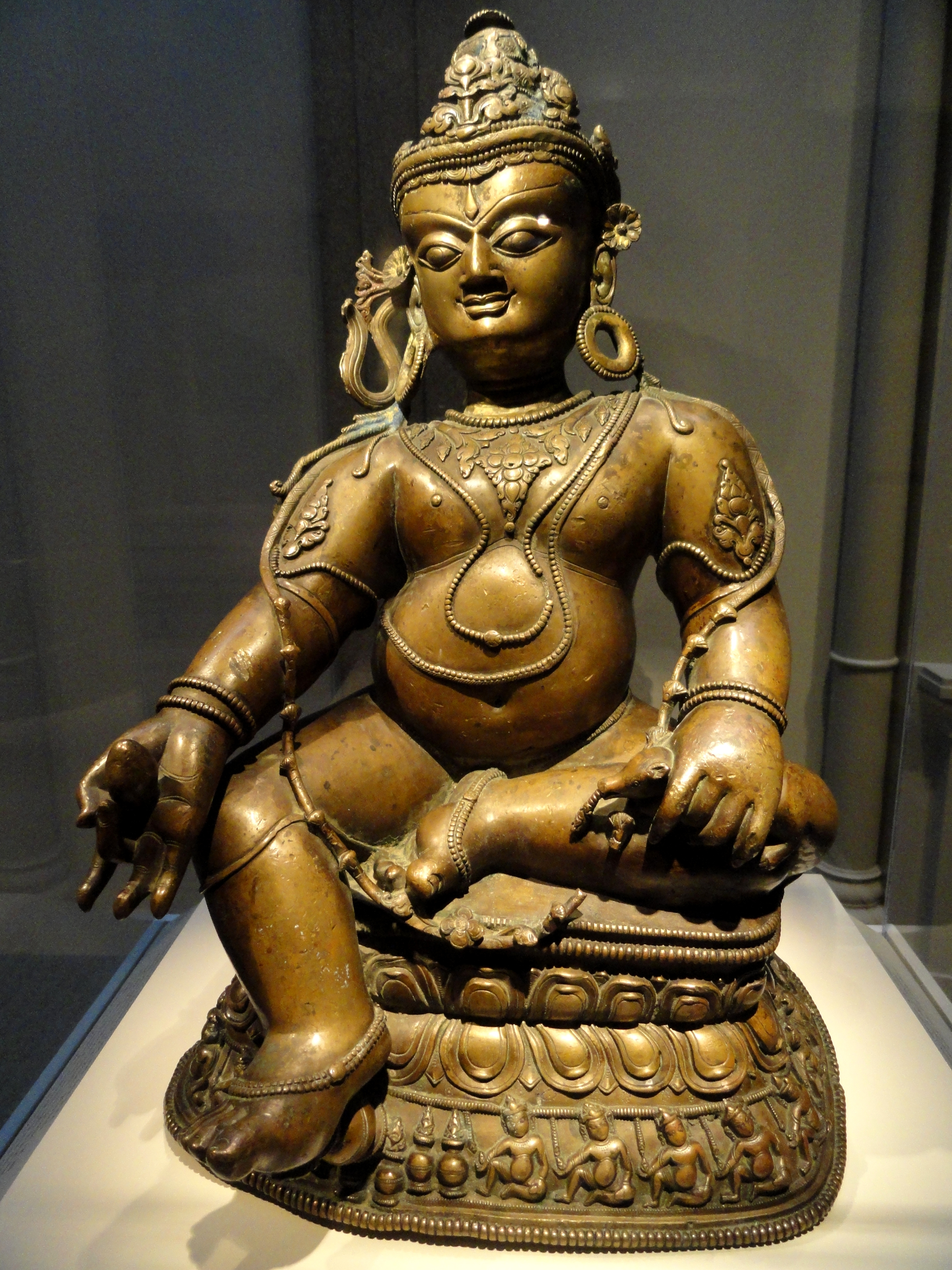
ジャンバーラ像 右手にレモン、左手にマングースを持つ
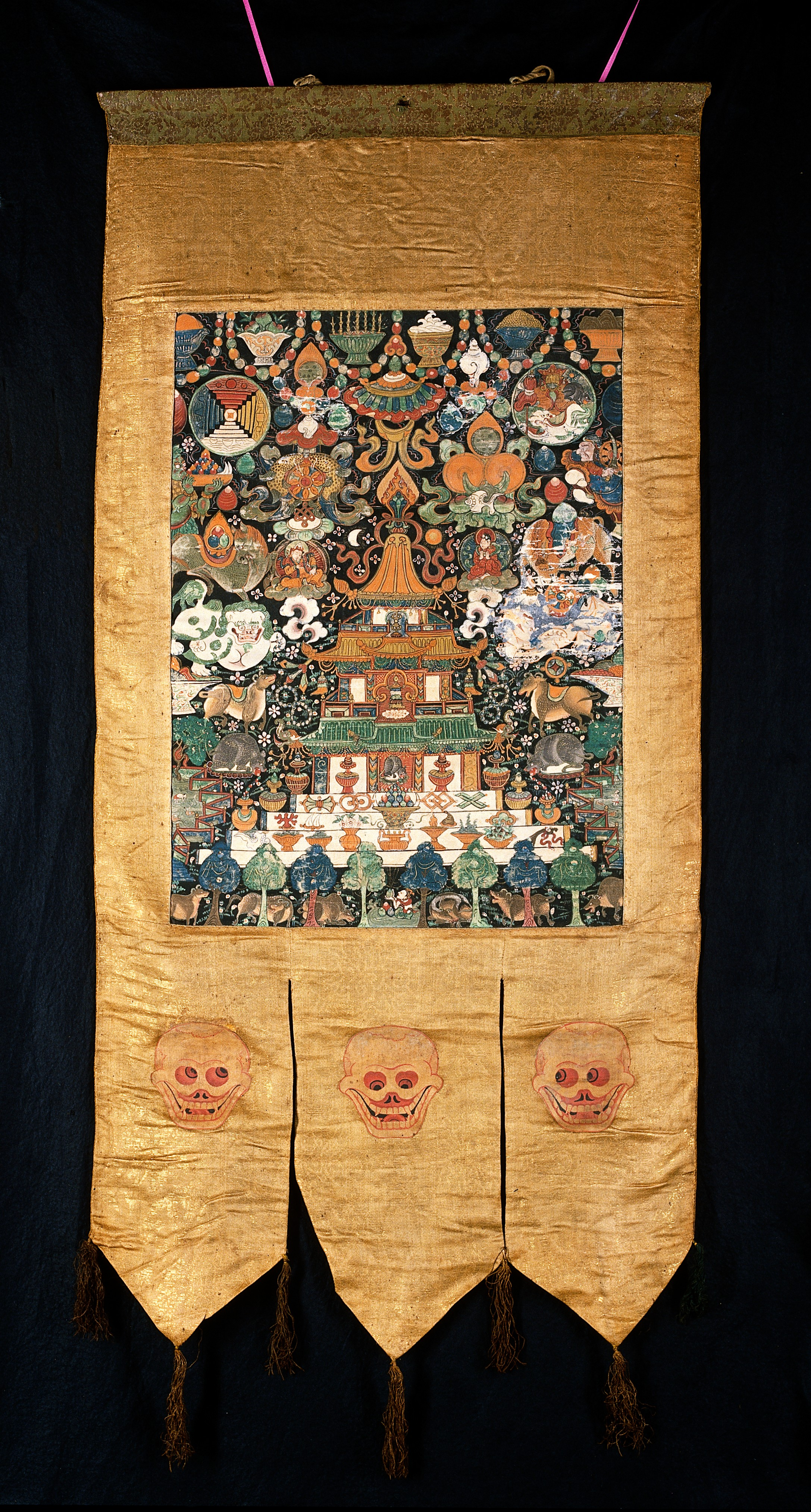
宝石を吐くマングース、巻貝、白蓮、巨大魚、スノーライオンなどに囲まれた五重塔のタンカ

## 仏教とのかかわり
仏教では主に異称のヴァイシュラヴァナで知られ、漢訳の際にヴァイシュラヴァナを意訳した名前が多聞天で、ヴァイシュラヴァナを音写した名前が毘沙門天である。四天王の多聞天が北方の守護を担うのはクベーラが北方のローカパーラであることに由来している。
薬師如来の十二神将の筆頭・宮比羅（くびら）とよく混同されるが、由来は全く異なる。宮比羅はヒンドゥー教のガンジス川の神クンビーラが仏教に取り入れられたものであるが、クンビーラとクベーラは名前が似ているだけで、両者は全くの別の神である。